# Ordem do Herói Nacional (Jamaica)
Ordem do Herói Nacional é um prêmio honorário cedido pelo governo da Jamaica. Faz parte do sistema jamaicano de honrarias desde 1969.

## Descrição
A maior de todas as cinco Honras cedidas pelo sistema Jamaicano de Honraria, Order of National Hero é cedido somente a cidadãos jamaicanos, pelos serviços prestados para os cidadãos jamaicanos. Pode ser cedido de forma póstuma ou em ocasião de seu receptor esteja vivo mas fora de atividade pública.  Aos receptores é permitidos utilizarem as insígneas de forma contumaz. Tradicionalmente, ela é honrada com um monumentos tombado no Parque dos Heróis Nacional, com as devidas descrições.
Durante a criação desse prêmio, que ocorreu no parlamento jamaicano em 1968, estiveram presentes Paul Bogle, George William Gordon, e Marcus Garvey o primeiro receptor do prêmio.
A insígnia dos heróis nacionais é uma estrela de doze pontas dourada com uma estrela branca localizada no interior, apoiados por uma medalha negra.

## Condecorados[2]
- Paul Bogle
- Sir Alexander Bustamante
- Marcus Garvey
- George William Gordon
- Norman Manley
- Nanny
- Samuel Sharpe